# SummerSlam (2026)
SummerSlam (2026), também promovido como SummerSlam: Minneapolis, será um evento de luta livre profissional produzido pela WWE. Será o 39º SummerSlam anual e está programado para acontecer como um evento de duas noites nos dias 1 e 2 de agosto de 2026, no U.S. Bank Stadium em Minneapolis, Minnesota. O evento será transmitido via pay-per-view (PPV) e transmissão ao vivo e contará com lutadores das marcas Raw e SmackDown. Este será o primeiro evento da WWE em estádio realizado em Minneapolis e o segundo SummerSlam na cidade, após o evento de 1999, que ocorreu no Target Center.

## Produção

### Introdução

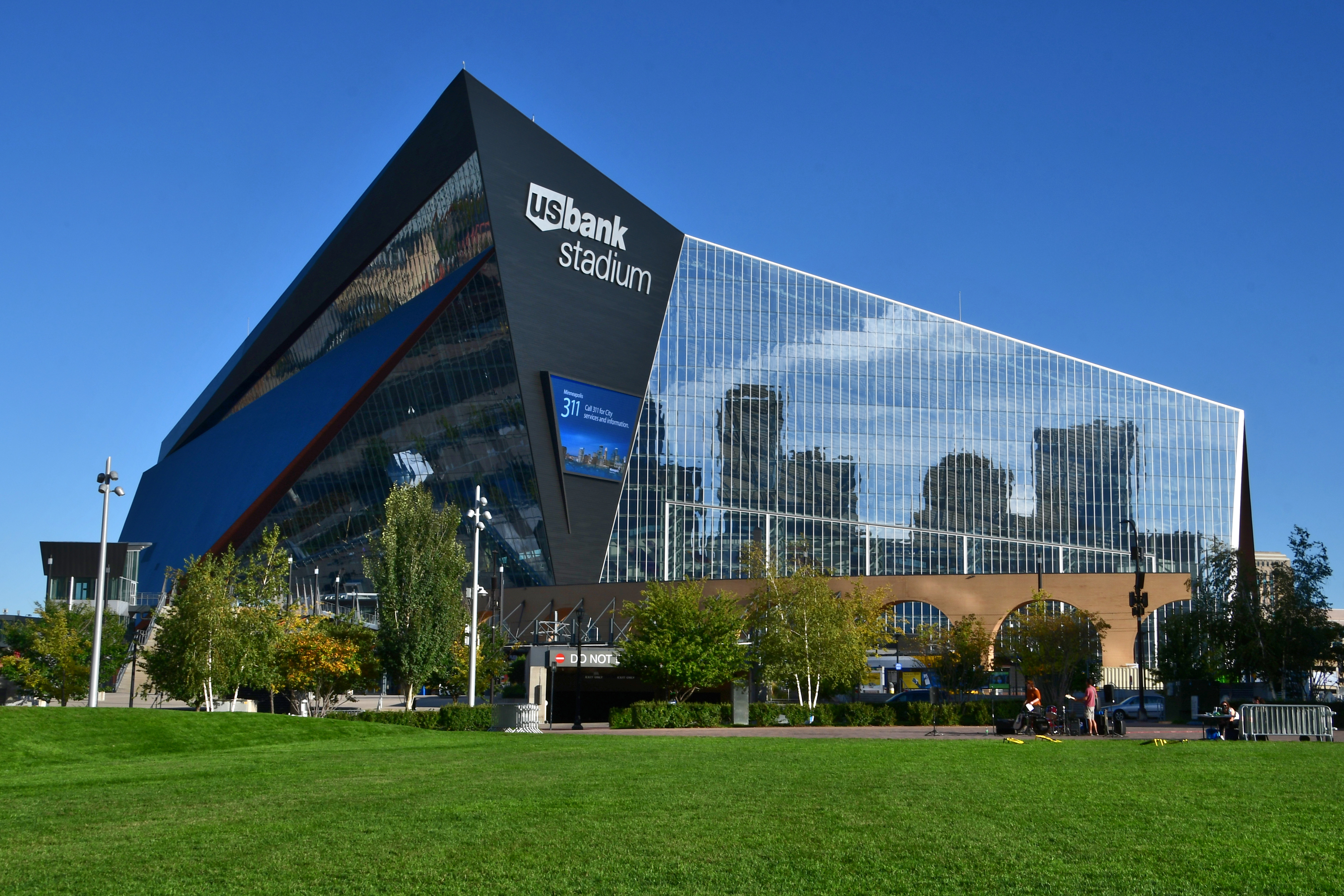
O evento será realizado no U.S. Bank Stadium em Minneapolis, Minnesota.

SummerSlam é um evento anual de wrestling profissional tradicionalmente realizado em agosto pela WWE desde 1988. Apelidado de "A Maior Festa do Verão", é um dos cinco maiores eventos do ano da promoção, junto com WrestleMania, Royal Rumble, Survivor Series e Money in the Bank , conhecidos como os "Cinco Grandes". Dos cinco, é considerado o segundo maior evento do ano da WWE, atrás da WrestleMania.
Anunciado em 23 de maio de 2024, o 39º SummerSlam está programado para acontecer em duas noites, no sábado, 1º de agosto, e no domingo, 2 de agosto de 2026, no U.S. Bank Stadium em Minneapolis, Minnesota, e contará comlutadores das divisões Raw e SmackDown. O evento será transmitido ao vivo via pay-per-view tradicional em todo o mundo e pelos serviços de streaming Peacock nos Estados Unidos e Netflix nos mercados internacionais. Este será o segundo SummerSlam a acontecer em duas noites e o primeiro evento da WWE em estádio realizado em Minneapolis. Este também será o segundo SummerSlam em Minneapolis, após o evento de 1999, que aconteceu no Target Center.

### Histórias
O evento incluirá lutas que resultam de histórias roteirizadas, onde lutadores retratam heróis, vilões ou personagens menos distinguíveis em eventos roteirizados que criam tensão e culminam em uma luta ou uma série de lutas. Os resultados são predeterminados pelos escritores da WWE nas marcas Raw e SmackDown, enquanto as histórias são produzidas nos programas de televisão semanais da WWE, Monday Night Raw e Friday Night SmackDown.